# Liste der britischen Abgeordneten zum EU-Parlament (1994–1999)
Die Liste der britischen Abgeordneten zum EU-Parlament (1994–1999) listet alle britischen Mitglieder des 4. Europäischen Parlaments nach der Europawahl im Vereinigten Königreich 1994.

## Mandatsstärke der Parteien
- SPE: 63
- ERA: 2
- NI: 1
- ELDR: 2
- EVP: 19

- GUE/NGL: 1
- SPE: 61
- Grüne: 1
- ERA: 2
- NI: 1
- ELDR: 2
- EVP: 18
- EN: 1

| Nationale Partei                          | Mandate              | Fraktion                                                                                      |
| ----------------------------------------- | -------------------- | --------------------------------------------------------------------------------------------- |
| Labour Party                              | 62                   | Fraktion der Sozialdemokratischen Partei Europas (SPE)                                        |
| Labour Party                              | 60 (ab 1. Jan. 1998) | Fraktion der Sozialdemokratischen Partei Europas (SPE)                                        |
| Labour Party                              | 59 (ab 10. Mai 1999) | Fraktion der Sozialdemokratischen Partei Europas (SPE)                                        |
| Green Party of England and Wales (GPEW)   | 1 (ab 10. Mai 1999)  | Fraktion der Sozialdemokratischen Partei Europas (SPE)                                        |
| Social Democratic and Labour Party (SDLP) | 1                    | Fraktion der Sozialdemokratischen Partei Europas (SPE)                                        |
| Conservative Party (Cons)                 | 18                   | Fraktion der Europäischen Volkspartei (EVP)                                                   |
| Ulster Unionist Party (UUP)               | 1                    | Fraktion der Europäischen Volkspartei (EVP)                                                   |
| Ulster Unionist Party (UUP)               | 0 (ab 13. Jan. 1997) | Fraktion der Europäischen Volkspartei (EVP)                                                   |
| Ulster Unionist Party (UUP)               | 1 (ab 13. Jan. 1997) | Europa der Nationen (EN)                                                                      |
| Liberal Democrats (LibDem)                | 2                    |  Fraktion der Europäischen Liberalen, Demokratischen und Reformpartei (ELDR)                  |
| Scottish National Party (SNP)             | 2                    | Fraktion der Radikalen Europäischen Allianz (ERA)                                             |
| Democratic Unionist Party (DUP)           | 1                    | Fraktionslose Abgeordnete (NI)                                                                |
| Parteilose Abgeordnete                    | 1 (ab 1. Jan. 1998)  | Konföderale Fraktion der Vereinten Europäischen Linken/ 000Nordischen Grünen Linken (GUE/NGL) |
| Labour Party                              | 1 (ab 1. Jan. 1998)  | Fraktion Die Grünen                                                                           |
| Gesamt                                    | 87                   |                                                                                               |

## Abgeordnete
| Bild | Name                   | von           | bis           | Partei          | Fraktion   | Anmerkungen                                           |
| ---- | ---------------------- | ------------- | ------------- | --------------- | ---------- | ----------------------------------------------------- |
|      | Gordon Adam            | 19. Juli 1994 | 19. Juli 1999 | Labour          | SPE        |                                                       |
|      | Richard Balfe          | 19. Juli 1994 | 19. Juli 1999 | Labour          | SPE        |                                                       |
|      | Roger Barton           | 19. Juli 1994 | 19. Juli 1999 | Labour          | SPE        |                                                       |
|      | Angela Billingham      | 19. Juli 1994 | 19. Juli 1999 | Labour          | SPE        |                                                       |
|      | David Bowe             | 19. Juli 1994 | 19. Juli 1999 | Labour          | SPE        |                                                       |
|      | Bryan Cassidy          | 19. Juli 1994 | 19. Juli 1999 | Cons            | EVP        |                                                       |
|      | Giles Chichester       | 19. Juli 1994 | 19. Juli 1999 | Cons            | EVP        |                                                       |
|      | Kenneth Coates         | 19. Juli 1994 | 19. Juli 1999 | Labourparteilos | SPEGUE/NGL | Parteiaustritt und Fraktionswechsel am 1. Januar 1998 |
|      | Kenneth Collins        | 19. Juli 1994 | 19. Juli 1999 | Labour          | SPE        |                                                       |
|      | Richard Corbett        | 23. Dez. 1996 | 19. Juli 1999 | Labour          | SPE        |                                                       |
|      | John Corrie            | 19. Juli 1994 | 19. Juli 1999 | Cons            | EVP        |                                                       |
|      | Peter Duncan Crampton  | 19. Juli 1994 | 19. Juli 1999 | Labour          | SPE        |                                                       |
|      | Christine M. Crawley   | 19. Juli 1994 | 19. Juli 1999 | Labour          | SPE        |                                                       |
|      | Tony A. Cunningham     | 19. Juli 1994 | 19. Juli 1999 | Labour          | SPE        |                                                       |
|      | Wayne David            | 19. Juli 1994 | 19. Juli 1999 | Labour          | SPE        |                                                       |
|      | Alan Donnelly          | 19. Juli 1994 | 19. Juli 1999 | Labour          | SPE        |                                                       |
|      | Brendan Donnelly       | 19. Juli 1994 | 19. Juli 1999 | Cons            | EVP        |                                                       |
|      | James Elles            | 19. Juli 1994 | 19. Juli 1999 | Cons            | EVP        |                                                       |
|      | Michael N. Elliott     | 19. Juli 1994 | 19. Juli 1999 | Labour          | SPE        |                                                       |
|      | Robert Evans           | 19. Juli 1994 | 19. Juli 1999 | Labour          | SPE        |                                                       |
|      | Winifred M. Ewing      | 19. Juli 1994 | 19. Juli 1999 | SNP             | ERA        |                                                       |
|      | Alexander Falconer     | 19. Juli 1994 | 19. Juli 1999 | Labour          | SPE        |                                                       |
|      | Glyn Ford              | 19. Juli 1994 | 19. Juli 1999 | Labour          | SPE        |                                                       |
|      | Pauline Green          | 19. Juli 1994 | 19. Juli 1999 | Labour          | SPE        |                                                       |
|      | David Hallam           | 19. Juli 1994 | 19. Juli 1999 | Labour          | SPE        |                                                       |
|      | Veronica Hardstaff     | 19. Juli 1994 | 19. Juli 1999 | Labour          | SPE        |                                                       |
|      | Lyndon Harrison        | 19. Juli 1994 | 19. Juli 1999 | Labour          | SPE        |                                                       |
|      | Mark Phillip Hendrick  | 19. Juli 1994 | 19. Juli 1999 | Labour          | SPE        |                                                       |
|      | Michael Hindley        | 19. Juli 1994 | 19. Juli 1999 | Labour          | SPE        |                                                       |
|      | Richard Howitt         | 19. Juli 1994 | 19. Juli 1999 | Labour          | SPE        |                                                       |
|      | Ian Hudghton           | 30. Nov. 1998 | 19. Juli 1999 | SNP             | ERA        | Nachgerückt für Allan Macartney                       |
|      | Stephen Hughes         | 19. Juli 1994 | 19. Juli 1999 | Labour          | SPE        |                                                       |
|      | John Hume              | 19. Juli 1994 | 19. Juli 1999 | SDLP            | SPE        |                                                       |
|      | Caroline Jackson       | 19. Juli 1994 | 19. Juli 1999 | Cons            | EVP        |                                                       |
|      | Edward Kellett-Bowman  | 19. Juli 1994 | 19. Juli 1999 | Cons            | EVP        |                                                       |
|      | Hugh Kerr              | 19. Juli 1994 | 19. Juli 1999 | Labour          | SPEGrüne   | Fraktionswechsel am 1. Januar 1998                    |
|      | Glenys Kinnock         | 19. Juli 1994 | 19. Juli 1999 | Labour          | SPE        |                                                       |
|      | Alfred Lomas           | 19. Juli 1994 | 19. Juli 1999 | Labour          | SPE        |                                                       |
|      | Allan Macartney        | 19. Juli 1994 | 25. Aug. 1998 | SNP             | ERA        | Nachrücker: Ian Hudghton                              |
|      | David Martin           | 19. Juli 1994 | 19. Juli 1999 | Labour          | SPE        |                                                       |
|      | Graham Mather          | 19. Juli 1994 | 19. Juli 1999 | Cons            | EVP        |                                                       |
|      | Linda McAvan           | 12. Mai 1998  | 19. Juli 1999 | Labour          | SPE        | Nachgerückt für Norman West                           |
|      | Arlene McCarthy        | 19. Juli 1994 | 19. Juli 1999 | Labour          | SPE        |                                                       |
|      | Michael McGowan        | 19. Juli 1994 | 19. Juli 1999 | Labour          | SPE        |                                                       |
|      | Anne Caroline Mcintosh | 19. Juli 1994 | 19. Juli 1999 | Cons            | EVP        |                                                       |
|      | Hugh McMahon           | 19. Juli 1994 | 19. Juli 1999 | Labour          | SPE        |                                                       |
|      | Edward McMillan-Scott  | 19. Juli 1994 | 19. Juli 1999 | Cons            | EVP        |                                                       |
|      | Eryl McNally           | 19. Juli 1994 | 19. Juli 1999 | Labour          | SPE        |                                                       |
|      | Thomas Megahy          | 19. Juli 1994 | 19. Juli 1999 | Labour          | SPE        |                                                       |
|      | Bill Miller            | 19. Juli 1994 | 19. Juli 1999 | Labour          | SPE        |                                                       |
|      | James Moorhouse        | 19. Juli 1994 | 19. Juli 1999 | Cons            | EVP        |                                                       |
|      | Eluned Morgan          | 19. Juli 1994 | 19. Juli 1999 | Labour          | SPE        |                                                       |
|      | David Morris           | 19. Juli 1994 | 19. Juli 1999 | Labour          | SPE        |                                                       |
|      | Simon Murphy           | 19. Juli 1994 | 19. Juli 1999 | Labour          | SPE        |                                                       |
|      | Clive Needle           | 19. Juli 1994 | 19. Juli 1999 | Labour          | SPE        |                                                       |
|      | Arthur Newens          | 19. Juli 1994 | 19. Juli 1999 | Labour          | SPE        |                                                       |
|      | Edward Newman          | 19. Juli 1994 | 19. Juli 1999 | Labour          | SPE        |                                                       |
|      | Jim Nicholson          | 19. Juli 1994 | 19. Juli 1999 | UUP             | EVPEN      | Fraktionswechsel am 13. Januar 1997                   |
|      | Christine Oddy         | 19. Juli 1994 | 19. Juli 1999 | LabourGPEW      | SPE        | Parteiwechsel am 10. Mai 1999                         |
|      | Ian Paisley            | 19. Juli 1994 | 19. Juli 1999 | DUP             | NI         |                                                       |
|      | Roy Perry              | 19. Juli 1994 | 19. Juli 1999 | Cons            | EVP        |                                                       |
|      | Charles Henry Plumb    | 19. Juli 1994 | 19. Juli 1999 | Cons            | EVP        |                                                       |
|      | Anita Pollack          | 19. Juli 1994 | 19. Juli 1999 | Labour          | SPE        |                                                       |
|      | James Provan           | 19. Juli 1994 | 19. Juli 1999 | Cons            | EVP        |                                                       |
|      | Mel Read               | 19. Juli 1994 | 19. Juli 1999 | Labour          | SPE        |                                                       |
|      | Barry Seal             | 19. Juli 1994 | 19. Juli 1999 | Labour          | SPE        |                                                       |
|      | Brian Simpson          | 19. Juli 1994 | 19. Juli 1999 | Labour          | SPE        |                                                       |
|      | Peter Skinner          | 19. Juli 1994 | 19. Juli 1999 | Labour          | SPE        |                                                       |
|      | Alex Smith             | 19. Juli 1994 | 19. Juli 1999 | Labour          | SPE        |                                                       |
|      | Tom Spencer            | 19. Juli 1994 | 19. Juli 1999 | Cons            | EVP        |                                                       |
|      | Shaun Spiers           | 19. Juli 1994 | 19. Juli 1999 | Labour          | SPE        |                                                       |
|      | John Stevens           | 19. Juli 1994 | 19. Juli 1999 | Cons            | EVP        |                                                       |
|      | Kenneth Stewart        | 19. Juli 1994 | 2. Sep. 1996  | Labour          | SPE        |                                                       |
|      | Jack Stewart-Clark     | 19. Juli 1994 | 19. Juli 1999 | Cons            | EVP        |                                                       |
|      | Robert Sturdy          | 19. Juli 1994 | 19. Juli 1999 | Cons            | EVP        |                                                       |
|      | Michael Tappin         | 19. Juli 1994 | 2. Sep. 1996  | Labour          | SPE        |                                                       |
|      | Robin Teverson         | 19. Juli 1994 | 19. Juli 1999 | LibDem          | ELDR       |                                                       |
|      | David Thomas           | 19. Juli 1994 | 2. Sep. 1996  | Labour          | SPE        |                                                       |
|      | Gary Titley            | 19. Juli 1994 | 19. Juli 1999 | Labour          | SPE        |                                                       |
|      | John Tomlinson         | 19. Juli 1994 | 19. Juli 1999 | Labour          | SPE        |                                                       |
|      | Carole Tongue          | 19. Juli 1994 | 19. Juli 1999 | Labour          | SPE        |                                                       |
|      | Peter Truscott         | 19. Juli 1994 | 19. Juli 1999 | Labour          | SPE        |                                                       |
|      | Susan Waddington       | 19. Juli 1994 | 19. Juli 1999 | Labour          | SPE        |                                                       |
|      | Graham Watson          | 19. Juli 1994 | 19. Juli 1999 | LibDem          | ELDR       |                                                       |
|      | Mark F. Watts          | 19. Juli 1994 | 19. Juli 1999 | Labour          | SPE        |                                                       |
|      | Norman West            | 19. Juli 1994 | 31. März 1998 | Labour          | SPE        | Nachrückerin: Linda McAvan                            |
|      | Ian White              | 19. Juli 1994 | 19. Juli 1999 | Labour          | SPE        |                                                       |
|      | Phillip Whitehead      | 19. Juli 1994 | 19. Juli 1999 | Labour          | SPE        |                                                       |
|      | Anthony Wilson         | 19. Juli 1994 | 19. Juli 1999 | Labour          | SPE        |                                                       |
|      | Terence Wynn           | 19. Juli 1994 | 19. Juli 1999 | Labour          | SPE        |                                                       |